# Zygomyia trifasciata
Zygomyia trifasciata är en tvåvingeart som beskrevs av Tonnoir och Edwards 1927. Zygomyia trifasciata ingår i släktet Zygomyia och familjen svampmyggor. Inga underarter finns listade i Catalogue of Life.